# 짱구는 못말려 극장판: 포효하라! 떡잎 야생왕국
《짱구는 못말려 극장판: 포효하라! 떡잎 야생왕국》(일본어: 映画クレヨンしんちゃんオタケベ!カスカベ野生王国)은 2009년 제작된 일본의 애니메이션 영화이다.
우스이 요시토의 《주간 액션》에 연재된 만화 《크레용 신짱》을 원작으로 하여 제작된 TV시리즈 《짱구는 못말려》의 극장용 애니메이션 영화 시리즈 17편이다.
원어의 제목에서 오타케베(オタケベ)는 해당 단어를 강조하기 위하여 가타카나로 표현되었으며, 발음상으로는 '울부짖어라'라는 의미이다.

## 줄거리
어느 날, 가스카베 시에 마모루가 새로운 환경단체장으로 뽑히면서 가스카베는 점점 깨끗한 도시로 발전한다. 하지만 마모루는 지구의 환경 오염 방지를 핑계로 사람들을 동물로 만들어, 자신이 세계를 정복하려는 야망을 품고 있었다. 게다가 마모루는 자연 단체인 SKBE(Save Keeping Beautiful Earth)(한국어: 지구자구)의 대회장이었다. 그런 계획을 처음 눈치챈 사람은 가스카베에서 가장 유명할 정도로 사치가 가장 심한 빅토리아라는 여자였고, 그녀는 산 속에 잠복해 있었다가 SKBE 소속의 대형 트럭을 추적하여 박격포로 트럭 안에 있던 모든 색깔이 다양한 약물들을 처리했다. 하지만 미처 처리하지 못한 녹색 약물이 있었고 그 약물은 검은 가방 속에 들어있었으며 강가로 떨어지고 말았다.
그러던 어느 날, 후타바 유치원에서는 원장 선생님이 마모루를 초빙하여 환경 교육을 시행하고 있었다. 마모루는 교육이 끝나자마자 바로 유치원생들을 이끌고 강가로 가서 자연 정화 활동을 시작한다. 자연 정화 활동을 하던 도중에 신노스케는 강가에서 검은 가방 속에 들어있는 녹색 약물을 가지고 집으로 간다. 그 날 밤, 갈증이 난 신노스케의 아빠인 히로시와 신노스케의 엄마인 미사에는 이 약물을 마셔버린다.
그런데 다음 날 이게 어찌 된 일인가? 히로시는 얼굴이 닭 모양이 되어버렸고, 미사에는 얼굴에 표범무늬가 생겨버렸다! 바로 시젠의 동물화 캡슐(마셔버리면 그 사람은 동물로 변한다.)을 마셔버린 것이다. 아직은 실험용이었던 이 약품을 마셔버린 이유로 결국 히로시와 미사에는 지구자구본부로 끌려간다. 끌려가버린 히로시와 미사에를 구하기 위해 환경단체장의 본부(가스카베 시내의 땅 속에 있는 어느 원시동굴, 자연 그대로의 상태가 보존되어있다.)로 간 신노스케와 토루와 네네와 마사오와 보오와 히마와리. 신노스케를 제외한 토루와 네네와 마사오와 보오 또한 이 캡슐을 마셔버리고, 토루는 펭귄으로, 네네는 토끼로, 마사오는 박쥐로, 보오는 천산갑으로 바뀌어버린다.
그러자 신노스케와 히마와리, 시로,네네,토루,마사오,보오는 지구자구본부를가는 적을 쫓아가 지구자구본부에 도착한다.
그러나 신노스케는 히로시와 미사에를 보고싶다고 우기자 마모루는 결국 히로시와 미사에를 신노스케한테 보낸다.
그러나 완전히 동물로 된 히로시와 미사에는 신노스케를 알아보지 못했고.
표범(혹은 재규어)으로 변한 미사에는 신노스케를 공격하기 시작한다.
하지만 시간이 지나자 미사에는 신노스케를 알아본다.
마모루는 미사에를 공격한다.
그러자 요시코는 한손이 풀려나 열쇠로 풀어 버린다.
그 시각,토루,네네,보오,마사오는 적들을 손으로 물리치고 요시코는 지구자구 본부를 폭탄으로 부숴버리고 떡잎마을에 도착한다.
그 시각,히로시도 짱구를 알아보게된다.
그러자 갑자기 동상이 세워진다.
히로시,미사에,신노스케는 그 동상에 올라간다.
그러자 닭으로 변한 히로시가 상대하려고 뛰어간다.
하지만 마모루의 주먹에 맞아 넘어진다.
마모루가 미사에의 손톱에 긁히자 마모루는<DX>라는 물약을 마셨고 갑자기 키마이라(전설 속에서 나오는 동물로, 사자의 머리와 염소의 몸, 뱀의 꼬리를 가지고 있다.)로 변신하였다.
마모루가 미사에한테 상처를 내자 신노스케는 물약을 얻어 마시고 작은 코끼리로 변신한다.
그러나 신노스케가 뛰어갔지만 신노스케도 주먹에 맞는다.
마모루가 신노스케를 공격할쯤에 갑자기 커다란 곰 한마리가 나타났고,그곰은 마모루를 밀친다.
그 곰에 정체는 히마와리였고 히마와리의털속에 시로도 있었다
마모루는 또 상대를 하려고 했지만 히마와리 한텐 상대가 안되었다.
히마와리가 점프를 하자 갑자기 동상이 무너지기 시작한다.
마모루가 떨어질쯤에 히마와리는 끌어 올려주었고 갑자기 마모루의 입속에 불을 히로시에게 공격한다.
그러자 갑자기 요시코가 나타났고 요시코는 항복 하라 한다.
요시코는 마모루의 만류에도 불구하고 약물을 마시려고 했다. 하지만 마모루가 진정으로 잘못을 회개하면서 약물만은 제발 마시지 말아달라고 하자, 결국 요시코는 약물 마시는 것을 포기하고 자신의 잘못에 대해 사과한다.

## 등장인물
- 노하라 신노스케 (신짱구)
- 노하라 히로시 (신형만)
- 노하라 미사에 (봉미선)
- 노하라 히마와리 (신짱아)
- 카자마 토루 (철수)
- 사쿠라다 네네 (유리)
- 사토 마사오 (훈이)
- 보오 (맹구)
- 시젠 마모루 (나자연)
- 시젠 요시코 (코코)
- 시로 (흰둥이)

## 한국어 더빙
- 짱구 - 박영남
- 짱구 아빠 - 오세홍
- 짱구 엄마 / 맹구 - 강희선
- 나자연 - 전승화
- 빅토리아 - 김현심
- 짱아 / 철수 - 여민정
- 흰둥이 / 유리 - 장경희
- 훈이 / 쌍젓가락 - 정혜옥
- 원장 / 불리 / 제로 - 현경수
- 나미리 - 이재현
- 채성아 - 김하영
- 차은주 / 옆집 아줌마 - 이보희
- 부장 - 고구인
- 남대원 - 김디도
- 운전사 / 아나운서 - 이재범

## 캐스트
- 노하라 신노스케 - 야지마 아키코
- 노하라 히로시 - 후지와라 케이지
- 노하라 미사에 - 나라하시 미키
- 노하라 히마와리 - 코오로기 사토미
- 제로 (특별 출연)

## DVD
- DVD - 2009년 11월 25일 반다이 비주얼에서 발매

## 같이 보기
- 짱구는 못말려 (영화 시리즈)